# Turuchansk
Turuchansk (russisch Туруханск), alter Name Mangasea, ist ein großes Dorf (selo) in der Region Krasnojarsk, Russland. Es liegt knapp südlich des Polarkreises an der Mündung der Unteren Tunguska in den Jenissei. Turuchansk hat 4662 Einwohner (Stand 14. Oktober 2010). Das Dorf ist Verwaltungszentrum des Rajons Turuchanski.

## Geschichte
In der ersten Hälfte des 17. Jahrhunderts siedelten sich in Turuchansk ehemalige Bewohner von Mangaseja an, die diesen Ort infolge mehrfacher Brände verlassen hatten. Aufgrund dieses Umstandes trug Turuchansk lange Jahre den Namen Neu-Mangaseja (Nowaja Mangaseja). Ab der zweiten Hälfte des 17. Jahrhunderts bis Ende des 18. Jahrhunderts profitierte Turuchansk von dem Pelztierreichtum. Der jährliche Markt von Turuchansk zog nicht nur Händler aus Sibirien, sondern auch aus dem europäischen Teil Russlands an. 
Noch 1844 hieß es in einem Pelzfachbuch, allerdings offensichtlich zitiert nach dem etwa 100 Jahre älteren Werk von Johann Georg Gmelin „Reise durch Sibirien von dem Jahr 1733 bis 1743“:

„Auch zu Mangasea in Sibirien selbst ist ein starker Markt für den Pelzhandel. Alle Völker, die den ganzen Winter in Nischnaja Tunguska und der unteren Gegend des Jenisei, nämlich an dem Kureika, Chantaika, Dudina und anderen Bächen und Flüssen mehr, ferner an dem Chatanga und westlich an dem Tas und Ob, wie auch an den dareinfallenden Gewässern, auf die Jagd ausgehen, kommen dahin, um ihr Pelzwerk mit Vortheil und im Großen abzusetzen. Die meisten Artikel, welche sie hierher bringen, sind Zobel, weiße und blaue Füchse, junge Füchse, weiße Wölfe, Bärenfelle, insonderheit weiße oder Eisbären, Vielfraße, endlich gemeine und zuweilen schwarze Füchse.“

1782 erhielt der Ort das Stadtrecht. Ab dem Beginn des 19. Jahrhunderts verlor Turuchansk an Bedeutung und hatte 1897 nur noch etwa 200 Einwohner. 1917 wurden Turuchansk die Stadtrechte aberkannt.
Bekannt wurde der Ort durch die Verbannung von Josef Stalin. Er war im Februar 1913 in Sankt Petersburg verhaftet und zu vier Jahren Verbannung nach Turuchansk verurteilt worden.

## Bevölkerungsentwicklung
| Jahr | Einwohner |
| ---- | --------- |
| 1897 | 212       |
| 1939 | 3475      |
| 1959 | 3834      |
| 1970 | 3876      |
| 1979 | 5793      |
| 1989 | 8869      |
| 2002 | 4849      |
| 2010 | 4662      |

Anmerkung: Volkszählungsdaten

## Wirtschaft
Im Rajon Turuchansk liegt das 1988 entdeckte Erdölfeld Wankor 130 km westlich von Igarka. Die Vorräte sind auf etwa 220 Millionen Tonnen Erdöl und etwa 90 Milliarden Kubikmeter Gas geschätzt. Im August 2009 folgte die offizielle Einweihung der Förderanlagen durch Wladimir Putin. Am 28. Dezember 2009 verließ der erste Frachter mit Erdöl aus Wankor den Hafen von Kosmino am Ende der Ostsibirien-Pazifik-Pipeline.
In einem anderen Projekt sollte an der Unteren Tunguska bis 2018 das größte Wasserkraftwerk in Russland gebaut werden, wobei jedoch auch 2021 noch keine Bauarbeiten zu verzeichnen waren.